# Тайн, Ульрих
У́льрих Тайн (нем. Ulrich Thein; 7 апреля 1930, Брауншвейг, Нижняя Саксония, Германия — 21 июня 1995, Берлин, Германия) — немецкий актёр, театральный и кинорежиссёр, сценарист, композитор и педагог. Член Академии искусств ГДР (1986).

## Биография
Учился музыке, брал уроки актёрского мастерства. На театральной сцене дебютировал в Брауншвейге. С 1951 года жил в ГДР. Работал в государственном театре в Брауншвейге, позже в берлинском Немецком театре, который оставил в 1963 году. Ставил спектакли как режиссёр. В кино с 1953 года. Снимался у таких режиссёров, как: Мартин Хелльберг, Герхард Кляйн, Франк Байер, Конрад Вольф и других. В 1963 году дебютировал как режиссёр и сценарист. Много работал на телевидении. Называл своим самым дорогим для него телефильмом «Другой рядом с тобой», ставший его первой самостоятельной работой в качестве режиссёра и сценариста. С 1992 года преподавал в театральной школе в Берлине.
Был женат на актрисах Аннекатрин Бюргер, Франциске Трёгнер, Ренате Гайслер, Яне Брейховой.

## Избранная фильмография

### Актёр
- 1953 — / Geheimakten Solvay — Фриц Лоренц
- 1954 — Тревога в цирке / Alarm im Zirkus — Герберт
- 1955 — Дело доктора Вагнера / Der Fall Dr. Wagner — студент
- 1955 — Рассыльный из отеля / Hotelboy Ed Martin — Эд Мартин
- 1956 — Берлинский романс / Eine Berliner Romanze — Ханс (в советском прокате — «Берлинский роман»)
- 1956 — Томас Мюнцер / Thomas Müntzer — студент
- 1956 — Дворцы и хижины / Schlösser und Katen — агроном
- 1957 — След в ночи / Spur in die Nacht — Улли
- 1958 — Они знали друг друга / Sie kannten sich alle — Ауэрбах
- 1958 — Песня матросов / Das Lied der Matrosen — Хенне Лобке
- 1959 — Мария Стюарт / Maria Stuart — Мортимер
- 1959 — Мария Стюарт / Maria Stuart — Мортимер, племянник Паулета (ТВ)
- 1959 — «САС-181» не отвечает / SAS 181 antwortet nicht
- 1959 — Брачное дело Лоренц / Ehesache Lorenz — Петер Фишер
- 1960 — Пять патронных гильз / Fünf Patronenhülsen — Вася
- 1983 — Любовь в сентябре / Septemberliebe — доктор Ханс Шрамм
- 1961 — Профессор Мамлок / Professor Mamlock — Эрнст
- 1961 — Сон капитана Лоя / Der Traum des Hauptmann Loy — Эдди Шарп
- 1961 — Королевские дети / Königskinder — Юрген
- 1962 — Четвёртый / Der Vierte — Боннар (ТВ)
- 1962 — ...И твоя любовь тоже / ...und deine Liebe auch — Клаус Хуземан
- 1963 — Банда бритоголовых / Die Glatzkopfbande — Лотар Черник
- 1963 — Сегодня и в час моей смерти / Jetzt und in der Stunde meines Todes — Ральф Йордан
- 1964 — Девушка из джунглей / Das Mädchen aus dem Dschungel — доктор Фостер (мини-сериал)
- 1965 — Хроника одного убийства / Chronik eines Mordes — доктор Мартин
- 1967 — История той ночи / Geschichten jener Nacht — Матерна (эпизод «Матерна»)
- 1968 — Седьмой год / Das siebente Jahr — доктор Манфред Зоммер
- 1970 — н. в. — Место преступления / Tatort — господин Дёрфлер (сериал)
- 1971 — н. в. — Телефон полиции — 110 / Polizeiruf 110 — Георг Польте (сериал)
- 1978 — Антон-волшебник / Anton der Zauberer — Антон
- 1980 — Директор / Der Direktor — Йоахим Фабер (ТВ)
- 1980 —  / Kotorski mornari
- 1983 — Мартин Лютер — Мартин Лютер
- 1985 — Иоганн Себастьян Бах / Johann Sebastian Bach — Иоганн Себастьян Бах (сериал)
- 1987 — Лиана / Liane — директор
- 1988 —  / Mit Leib und Seele — Ханнес Риттер
- 1988 —  / Mensch, mein Papa...! — Михаэль
- 1995 —  / Blutige Spur — профессор Аурих (ТВ)

### Режиссёр
- 1963 — Тот, кто рядом с тобой / Der Andere neben dir (ТВ)
- 1966 — Колумб-64 / Columbus 64
- 1967 — История той ночи / Geschichten jener Nacht
- 1976 — Старая дева / Ein altes Modell (ТВ)
- 1980 —  / Dach überm Kopf
- 1982 — Роман с Амелией / Romanze mit Amelie
- 1988 —  / Mensch, mein Papa...!

### Сценарист
- 1963 — Тот, кто рядом с тобой / Der Andere neben dir (ТВ)
- 1966 — Колумб-64 / Columbus 64
- 1967 — История той ночи / Geschichten jener Nacht
- 1976 — Старая дева / Ein altes Modell (ТВ)
- 1980 —  / Dach überm Kopf
- 1982 — Роман с Амелией / Romanze mit Amelie
- 1988 —  / Mensch, mein Papa...!

### Композитор
- 1988 —  / Mensch, mein Papa...!

## Награды
- 1973 — Национальная премия ГДР
- 1979 — Премия имени Генриха Грайфа
- 1979 — приз лучшую мужскую роль XI Московского международного кинофестиваля («Антон-волшебник»)
- 1982 — номинация на приз «Золотой Медведь» 32-го Берлинского международного кинофестиваля («Роман с Амелией»)
- 1985 — Национальная премия ГДР